# Selecció de bàsquet dels Països Baixos
La Selecció de bàsquet dels Països Baixos és l'equip format per jugadors de nacionalitat neerlandesa que representa la Federació de Bàsquet dels Països Baixos en les competicions internacionals organitzades per la Federació Internacional de Bàsquet (FIBA) o el Comitè Olímpic Internacional (COI).

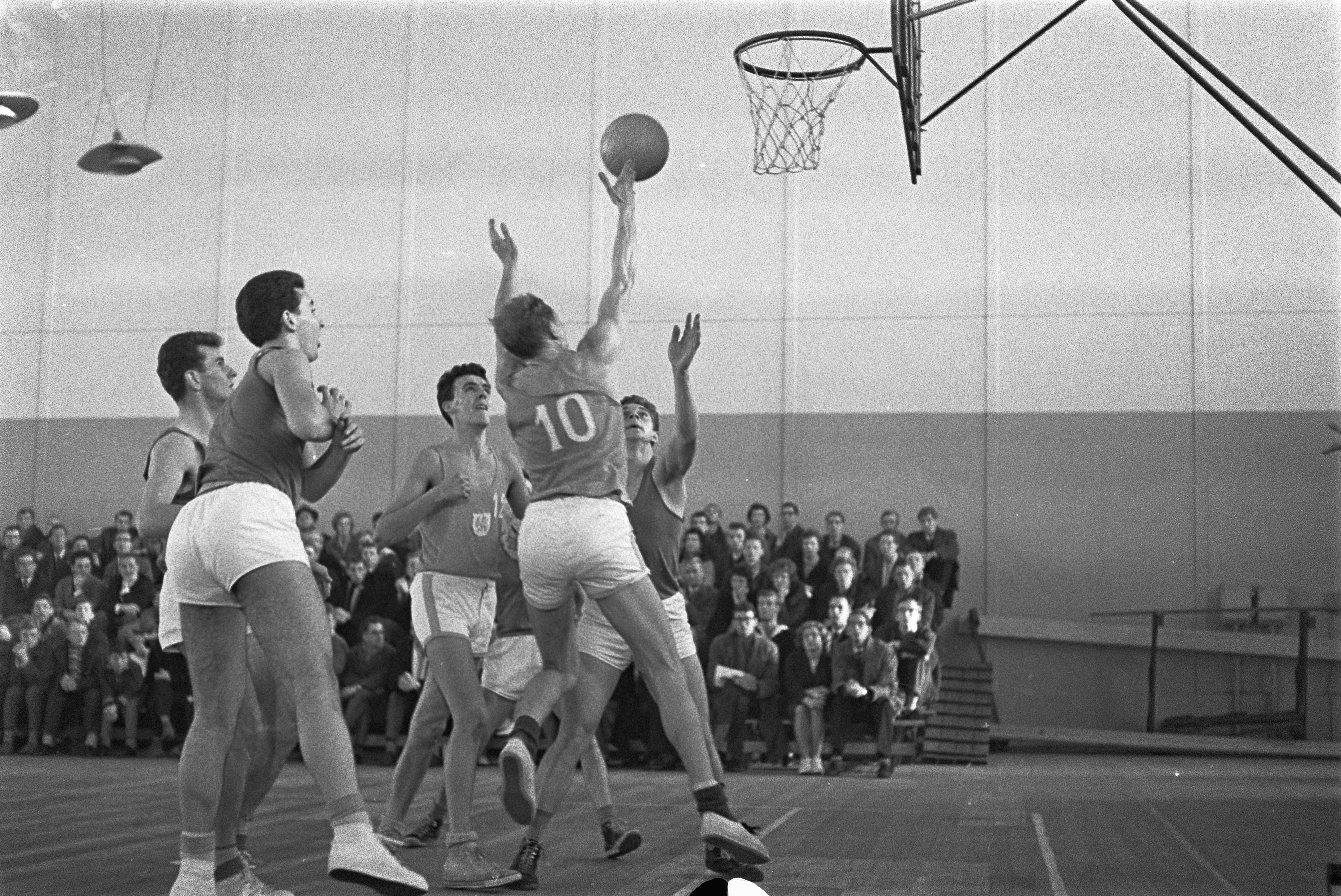
Holanda contra Luxemburg el 1959.

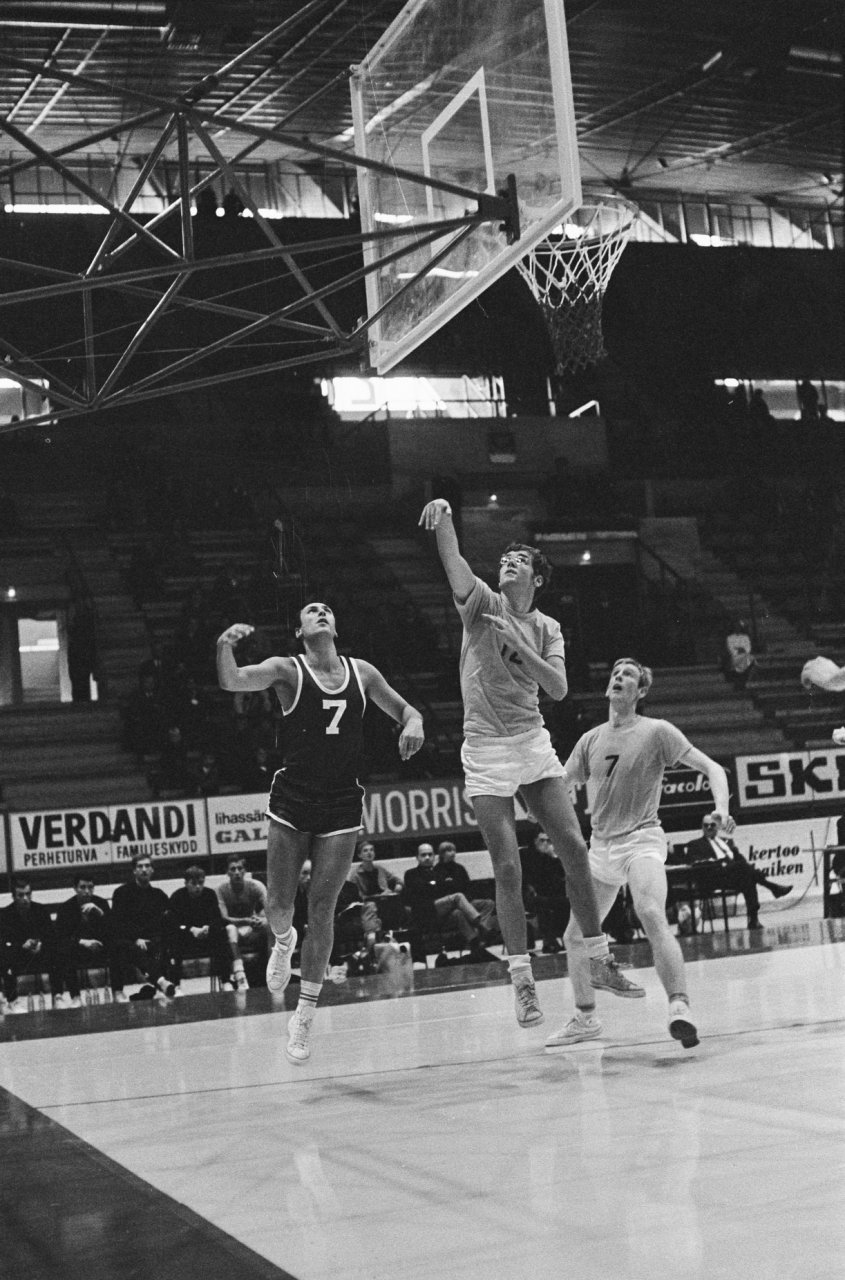
Holanda contra Bèlgica a l'Eurobasket de 1967.

## Classificacions

### Campionats mundials
- 1986 - 13

### Campionats europeus
- 1946 - 6
- 1947 - 11
- 1949 - 5
- 1951 - 10
- 1961 - 15
- 1963 - 16
- 1967 - 16
- 1975 - 10
- 1977 - 7
- 1979 - 10
- 1983 - 4
- 1985 - 12
- 1987 - 10
- 1989 - 8
- 2015 - 21
- 2022 - 22

## Jugadors destacats

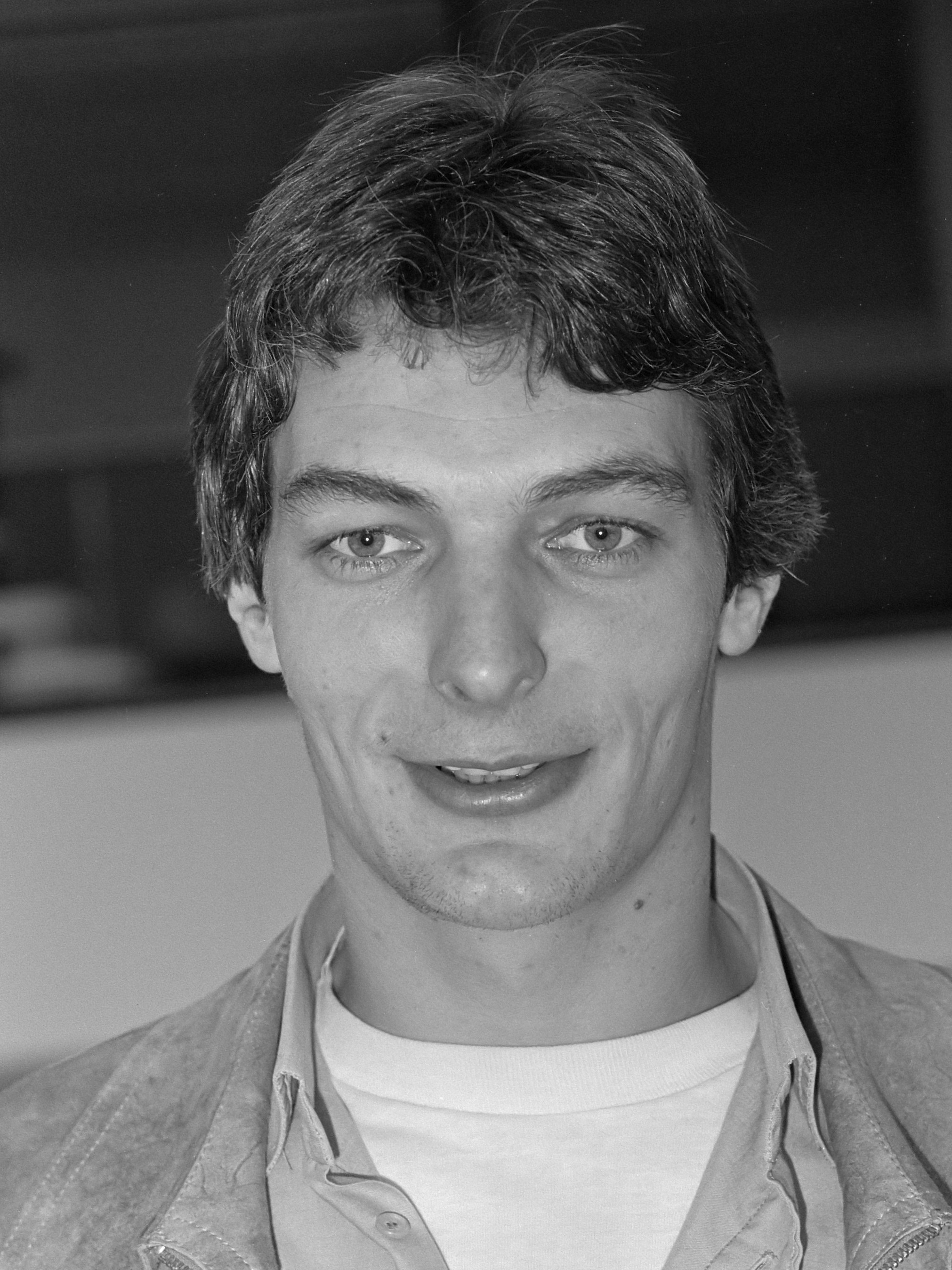
Kees Akerboom Sr
- Hank Beenders
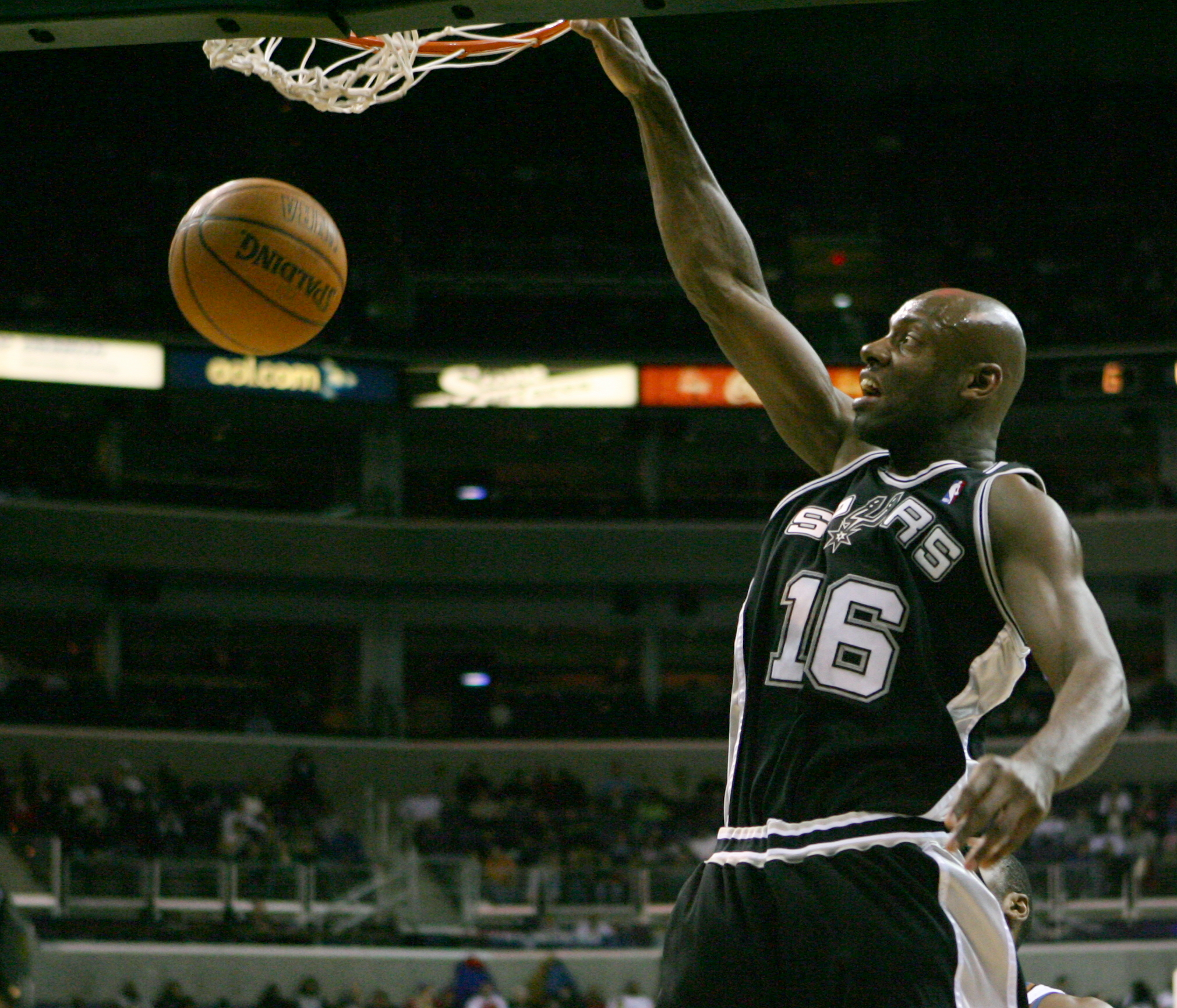
Francisco Elson
- Geert Hammink
- Swen Nater
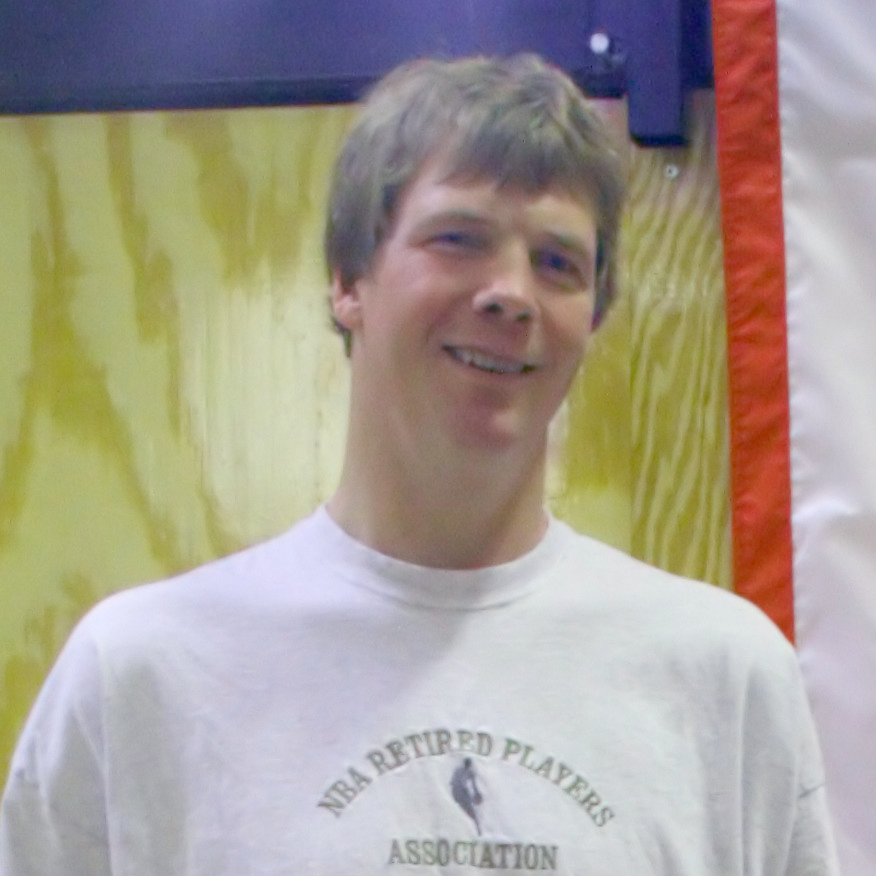
Rik Smits

- Kees Akerboom Sr
- Francisco Elson
- Rik Smits